# Patinoire de Tikkurila
La patinoire de Tikkurila (finnois : Tikkurilan jäähalli) est une patinoire située dans le quartier de Viertola à Vantaa en Finlande.

## Caractéristiques
La patinoire est située dans le parc sportif de Tikkurila. 
La patinoire peut accueillir 2 004 spectateurs et elle dispose de six vestiaires pour les joueurs. 
À côté de la patinoire se trouve une salle d'entraînement plus petite. 
La plus petite salle d'entraînement dispose d'une tribune pour environ 100 personnes et de quatre vestiaires pour les joueurs.

## Équipes
Le Kiekko-Vantaa, qui joue au championnat de Finlande de hockey sur glace D2, est domicilié à la patinoire de Tikkurila.
Le HC Vantaa, qui joue au championnat de Finlande de hockey sur glace D4, y joue ses matchs à domicile. 
La patinoire de Tikkurila est aussi utilisée par le club de patinage artistique de Tikkurila. 
En été, il est possible de jouer au roller hockey dans la patinoire. 
Grankulla IFK, qui joue dans la ligue Rullakiekon SM-liiga, l'utilise comme terrain de base.

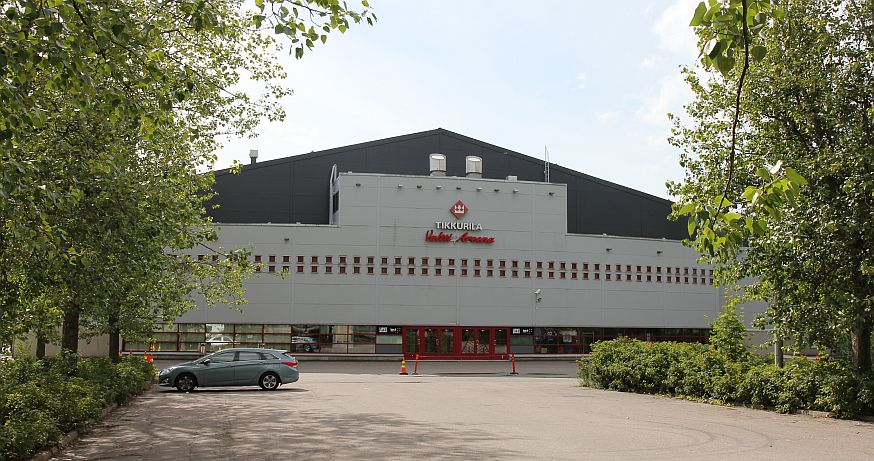